# Viișoara (Bihor)
Viișoara é uma comuna romena localizada no distrito de Bihor, na região histórica da Crișana (parte da Transilvânia). A comuna possui uma área de 43.07 km² e sua população era de 1360 habitantes segundo o censo de 2007.